# 对角线构图法

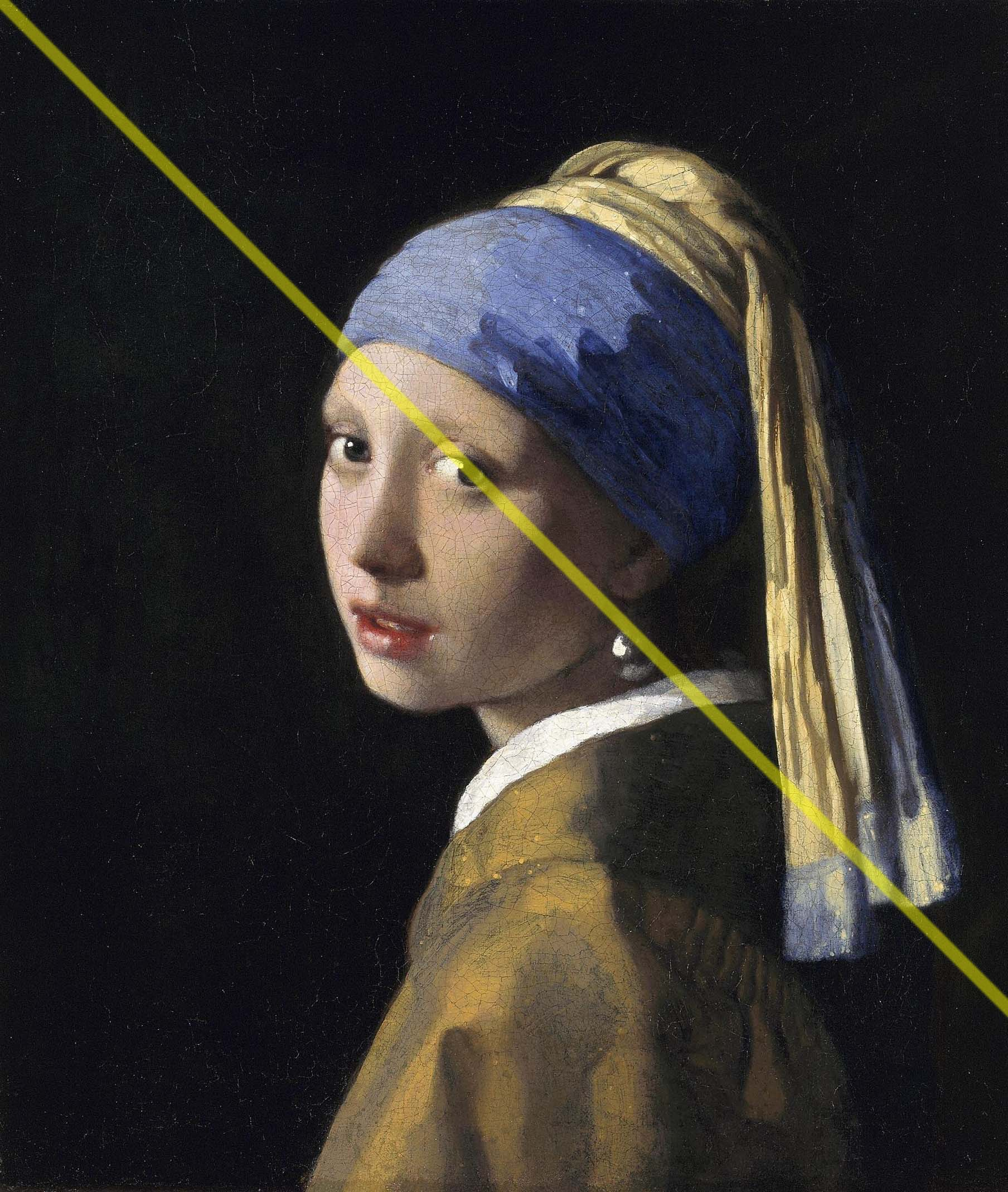
以维米尔的《戴珍珠耳环的少女》为例。黄色对角线与两个主要兴趣点：少女的左眼和珍珠耳环相交。

对角线构图法（Diagonal Method，简称 DM，又称对角线法则）是一种在摄影、绘画和绘图中常用的构图法则。该构图法由荷兰摄影师兼讲埃德温·韦斯托夫（Edwin Westhoff）率先提出。在长期教授摄影课程中的三分法后，他通过视觉实验探讨，为什么三分法只大致规定兴趣点应放置在线条的交叉点附近，而不是严格要求精确地放在这些交叉点上。通过研究大量的照片、绘画和蚀刻画，他发现细节通常精确地放置在一个正方形的对角线上，而不是三分法或黄金比例的摄影适配所建议的“强点”上。照片通常为长方形，比例为4:3或3:2，其对角线从每个角落的二等分点延伸。手动将某些感兴趣的元素放在这些线上，能够使照片更加美观。

## 应用
对角线构图，风光摄影中最常见的构图方式之一。把拍摄的主体安排在对角线上，不仅能给人一种方向感，而且还能有效地吸引视线，将注意力转移到焦点上，以达到突出主体的目的。
所谓对角线，并非是一条实际存在的线：它可以是一道山梁、一条小路、一排树、一条河，或其它在画面中需要表现的物体。在进行对角线构图时，要以斜向线条变化为主，既保持画面的稳定，又通过线条与点面的呼应来丰富画面内容，使画面具有动感和冲击力。